# Haus Weyhausen
Das Haus Weyhausen befindet sich in Bremen, Stadtteil Oberneuland, Oberneulander Landstraße 183. 
Das Landhaus entstand 1914 nach Plänen von Rudolf Alexander Schröder und Diedrich Luley. Es steht seit 1998 unter Bremer Denkmalschutz.

## Geschichte
1914 entstand auf dem Schütte'schen Landgut als Bauwerk der Jahrhundertwende im Reformstil das eingeschossige, verputzte, weiße Haus für Helene Weyhausen,  Schwiegermutter von Georg Schütte. Das reetgedeckte Haus mit Walmdach, seinem breiten, zweigeschossigen Mittelrisalit, den runden Gauben, der markanten Ulenlock-Gaube an der Giebelspitze und dem Schleppdach über dem Eingang ist ein Kompromiss zwischen konservativen und reformerischen Stil der Zeit. 
Der Bremer Ehrenbürger, Schriftstellers und Architekt Rudolf Alexander Schröder entwarf u. a. 1915 die Villa Schütte und 1922 das Bremer Landhaus in München. Er war auch als Innenarchitekt bekannt.
Das Landesamt für Denkmalpflege Bremen  befand: Das „Das Haus Weyhausen ist ein hervorragendes Beispiel für den aus lokalen Bautraditionen entwickelten Reformstil der Jahre vor 1914.“